# جو فلين (ممثل أمريكي)
جو فلين (بالإنجليزية: Joe Flynn)‏ مواليد 8 نوفمبر 1924 في يونغزتاون، الولايات المتحدة - الوفاة 19 يوليو 1974 في لوس أنجلوس، كاليفورنيا، الولايات المتحدة، هو ممثل أمريكي بدأ مسيرته الفنية سنة 1948. امتدت مسيرته الفنية لأكثر من 26 عاما. درس في جامعة نوتر دام وجامعة كاليفورنيا الجنوبية.

## الأعمال
- محاكمة
- المنقذون

## روابط خارجية
- جو فلين على موقع IMDb (الإنجليزية)
- جو فلين على موقع ألو سيني (الفرنسية)
- جو فلين على موقع ميوزك برينز (الإنجليزية)
- جو فلين على موقع تيرنر كلاسيك موفيز (الإنجليزية)
- جو فلين على موقع أول موفي (الإنجليزية)
- جو فلين على موقع قاعدة بيانات الأفلام السويدية (السويدية)
- جو فلين على موقع إن إن دي بي (الإنجليزية)
- جو فلين على موقع ديسكوغز (الإنجليزية)
- جو فلين على موقع قاعدة بيانات الفيلم (الإنجليزية)
- جو فلين على موقع كينوبويسك (الروسية)